# وزارة العدل (ألمانيا)

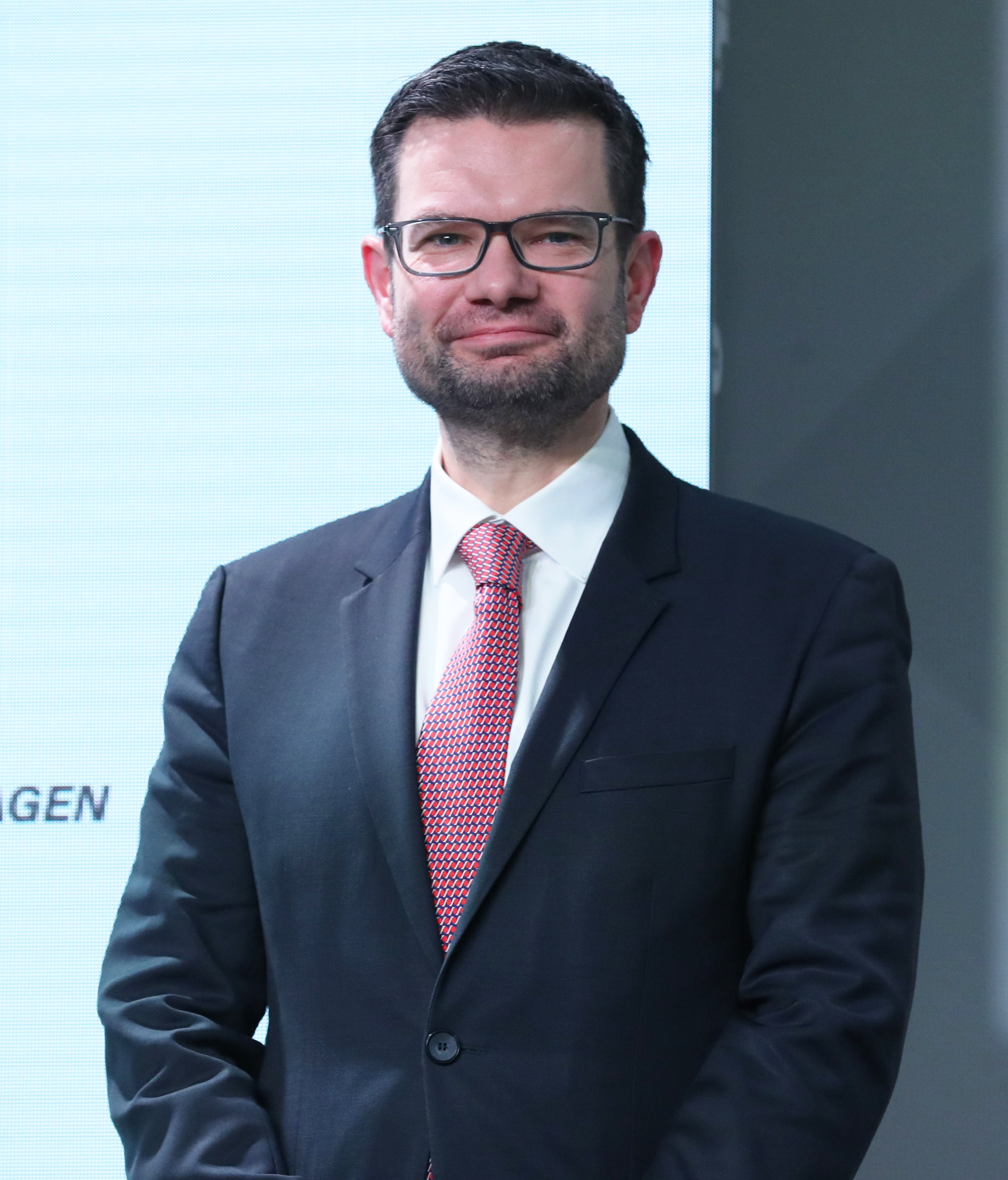
وزير العدل ماركو بوشمان من الحزب الديمقراطي الحر

الوزارة الاتحادية للعدل (بالألمانية: Bundesministerium der Justiz) تختصر (BMJ)، هي وزارة اتحادية في جمهورية ألمانيا الاتحادية يقع مقرها الرئيسي في برلين ولها مقر فرعي في مدينة بون. يرأس الوزارة منذ 8 ديسمبر 2021 ماركو بوشمان من الحزب الديمقراطي الحر (FDP).
انبثقت الوزارة التي بدأت عملها في 20 سبتمبر 1949 من وزارة العدل في الرايخ (حتى 23 مايو 1945). مع تعيين حكومة ميركل الثالثة وُسّعت وزارة العدل لتشمل حماية المستهلك بموجب مرسوم تنظيمي بتاريخ 17 ديسمبر 2013 وأعيد تسميتها وزارة العدل وحماية المستهلك. في وسائل الإعلام غالبًا ما كان يشار إلى الوزارة حسب الموضوع باسم وزارة العدل أو وزارة حماية المستهلك. في حكومة شولتس نُقلت مسؤولية حماية المستهلك إلى وزارة البيئة، في المقابل تسلمت وزارة العدل مسؤولية الحد من البيروقراطية ومجلس الرقابة التنظيمية الوطنية من المستشارية الاتحادية.

في ظل النظام الاتحادي الألماني وفردية الولايات هي الأكثر مسؤولية عن إقامة العدل وتطبيق العقوبات. وزارة العدل تكرس نفسها لإنشاء وتغيير القوانين في المجالات الأساسية الكلاسيكية ذات الصلة بالقانون الدستوري. الوزارة أيضا تحلل شرعية ودستورية القوانين التي تعدها الوزارات الأخرى.

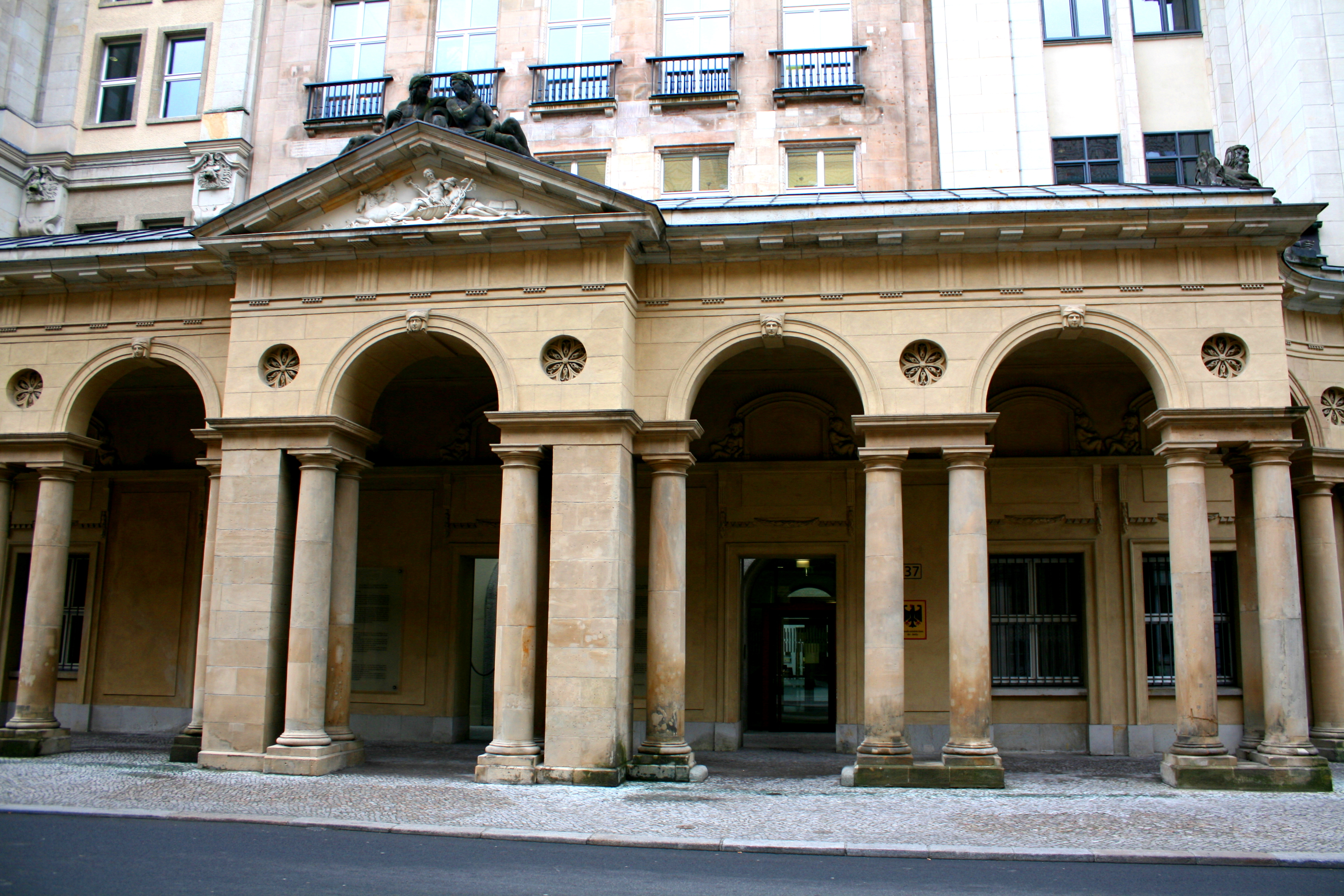
مقر وزارة العدل في برلين

## أمناء الدولة لشؤون العدل، 1876-1918
- هاينريش فريدبرغ 1876–1879
- هيرمان فون شيلينغ 1879–1889
- أوتو فون اولشليغير 1889–1891
- روبرت بوسه 1891–1892
- إدوارد هاناوير 1892–1893
- رودولف أرنولد نييبيردينغ 1893–1909
- هيرمان ليسكو 1909–1917
- باول غيورغ كريستوف فون كراوسه 1917–1919

## وزراء العدل، 1918-1945
- أوتو لانديسبيرغ (الحزب الديمقراطي الاجتماعي) 1919
- أويغن شيفر (الحزب الديمقراطي الألماني) 1919–1920
- أندرياس بلونك (الحزب الديمقراطي الألماني) 1920
- أويغن شيفر (الحزب الديمقراطي الألماني) 1921
- غوستاف رادبروخ (الحزب الديمقراطي الاجتماعي) 1921–1922
- رودولف هاينتسه (حزب الشعب الألماني) 1922–1923
- غوستاف رادبروخ (الحزب الديمقراطي الاجتماعي) 1923
- إريش امينغير (حزب الشعب البافاري) 1923–1924
- كورت جويل 1924–1925
- يوسف فرينكن (حزب الوسط) 1925
- هانز لوتر (بالنيابة) 1925–1926
- فيلهلم ماركس (حزب الوسط) 1926
- يوهانيس بيل (حزب الوسط) 1926–1927
- أوسكار هيرغت (حزب الشعب القومي الألماني) 1927–1928
- إريش كوخ فيسر (الحزب الديمقراطي الألماني) 1928–1929
- تيودور فون غيرارد (الوسط) 1929–1930
- يوهان فيكتور بريدت (حزب الرايخ للطبقة الألمانية الوسطى الألمانية) 1930
- كورت جويل 1930–1932
- فرانز غورتنر (حزب الشعب القومي الألماني) 1932–1941
- فرانز شليغيلبيرغير (الحزب النازي) 1941–1942
- أوتو غيورغ تييراك (الحزب النازي) 1942–1945

## الوزراء منذ عام 1949
الحزب السياسي:
  الحزب الديمقراطي الحر(FDP)
  الحزب الألماني (DP)
  الاتحاد الاجتماعي المسيحي (CSU)
  الاتحاد الديمقراطي المسيحي (CDU)
  الحزب الديمقراطي الاجتماعي (SPD)
| الصورة                                | الصورة              | الاسم (ولادة-وفاة)                      | الحزب                   | فترة المنصب          | فترة المنصب          | المستشار (الحكومة)      |                     |
| وزير العدل الاتحادي                   | وزير العدل الاتحادي | وزير العدل الاتحادي                     | وزير العدل الاتحادي     | وزير العدل الاتحادي  | وزير العدل الاتحادي  | وزير العدل الاتحادي     | وزير العدل الاتحادي |
| ------------------------------------- | ------------------- | --------------------------------------- | ----------------------- | -------------------- | -------------------- | ----------------------- | ------------------- |
|                                       | zentriert           | توماس ديلير (1897–1967)                 | FDP                     | 20 أيلول 1949        | 20 تشرين الأول 1953  | أديناور (1)             |                     |
|                                       | zentriert           | فريتز نويماير (1884–1973)               | FDP                     | 20 تشرين الأول 1953  | 16 تشرين الأول 1956  | أديناور (2)             |                     |
|                                       | zentriert           | هانز-يواخيم فون ميركاتس (1905–1982)     | DP                      | 16 تشرين الأول 1956  | 29 تشرين الأول 1957  | أديناور (2)             |                     |
|                                       | zentriert           | فريتز شفير (1888–1967)                  | CSU                     | 29 تشرين الأول 1957  | 14 تشرين الثاني 1961 | أديناور (3)             |                     |
|                                       | zentriert           | فولفغانغ شتامببيرغير (1920–1982)        | FDP                     | 14 تشرين الثاني 1961 | 19 تشرين الثاني 1962 | أديناور (4)             |                     |
|                                       | zentriert           | افالد بوخر (1914–1991)                  | FDP                     | 14 كانون الأول 1962  | 27 أذار 1965         | أديناور (5) إيرهارد (1) |                     |
|                                       | zentriert           | كارل فيبر (1898–1985)                   | CDU                     | 1 نيسان 1965         | 26 تشرين الأول 1965  | ايرهارد (1)             |                     |
|                                       | zentriert           | ريشارد ياغير (1913–1998)                | CSU                     | 26 تشرين الأول 1965  | 30 تشرين الثاني 1966 | ايرهارد (2)             |                     |
|                                       | zentriert           | غوستاف هاينيمان (1899–1976)             | SPD                     | 1 كانون الأول 1966   | 26 أذار 1969         | كيزينغر (1)             |                     |
|                                       | zentriert           | هورست إمكيه (م. 1927)                   | SPD                     | 26 أذار 1969         | 21 تشرين الأول 1969  | كيزينغر (1)             |                     |
|                                       | zentriert           | غيرهارد يان (1927–1998)                 | SPD                     | 22 تشرين الأول 1969  | 7 أيار 1974          | براندت (1 • 2)          |                     |
|                                       | zentriert           | هانس يوخن فوغل (م. 1926)                | SPD                     | 16 أيار 1974         | 22 كانون الثاني 1981 | شميدت (1 • 2 • 3)       |                     |
|                                       | zentriert           | يورغن شموده (م. 1936)                   | SPD                     | 22 كانون الثاني 1981 | 1 تشرين الأول 1982   | شميدت (3)               |                     |
|                                       | zentriert           | هانز إنغلهارد (1934–2008)               | FDP                     | 4 تشرين الأول 1982   | 18 كانون الثاني 1991 | كول (1 • 2 • 3)         |                     |
|                                       | zentriert           | كلاوس كينكل (م. 1936)                   | غير حزبي; FDP (من 1991) | 18 كانون الثاني 1991 | 18 أيار 1992         | كول (4)                 |                     |
|                                       | zentriert           | سابينه لويتهويزر شنارينبيرغير (م. 1951) | FDP                     | 18 أيار 1992         | 17 كانون الثاني 1996 | كول (4 • 5)             |                     |
|                                       | zentriert           | إدتسارد شميدت يورتسيغ (م. 1941)         | FDP                     | 17 كانون الثاني 1996 | 26 تشرين الأول 1998  | كول (5)                 |                     |
|                                       | zentriert           | هيرتا دويبلير غميلين (م. 1943)          | SPD                     | 27 تشرين الأول 1998  | 22 تشرين الأول 2002  | شرودر (1)               |                     |
|                                       | zentriert           | بريغيته تسيبريس (م. 1953)               | SPD                     | 22 تشرين الأول 2002  | 28 تشرين الأول 2009  | شرودر (2) ميركل (1)     |                     |
|                                       | zentriert           | سابينه لويتهويزر شنارينبيرغير (م. 1951) | FDP                     | 28 تشرين الأول 2009  | 17 كانون الأول 2013  | ميركل (2)               |                     |
| الوزير الاتحادي للعدل وحماية المستهلك |                     |                                         |                         |                      |                      |                         |                     |
|                                       | zentriert           | هايكو ماس (م. 1966)                     | SPD                     | 17 كانون الأول 2013  | 14 آذار 2018         | ميركل (3)               |                     |
|                                       | zentriert           | كاتارينا بارلي (م. 1968)                | SPD                     | 14 آذار 2018         | 27 حزيران 2019       | ميركل (4)               |                     |
|                                       | zentriert           | كريستينه لامبريشت (م. 1965)             | SPD                     | 27 حزيران 2019       | 8 كانون الأول 2021   | ميركل (4)               |                     |
|                                       | zentriert           | ماركو بوشمان (م. 1977)                  | FDP                     | 8 كانون الأول 2021   | في المنصب            | شولتس (1)               |                     |

## روابط خارجية
- الموقع الرسمي باللغة الألمانية
- الهيكل التنظيمي للوزارة
- مهام وتنظيم الوزارة
- الترجمة الرسمية لقوانين ألمانيا الاتحادية